# Línea 1 (Metro de Nápoles)
La Línea 1 del metro de Nápoles es una línea de ferrocarril metropolitano soterrado integrada en la red del metro de Nápoles y que da servicio a la ciudad de Nápoles. Es la línea más antigua del metro y la más larga de la red. Actualmente consta de 20,7 kilómetros de longitud y veinte estaciones.
La mayor parte del trayecto transcurre en túneles, excepto el tramo Colli Aminei-Piscinola-Scampia, que se desarrolla sobre un viaducto con estaciones elevadas. La línea 1 también es conocida como la "metropolitana collinar" debido a que conecta diversas zonas colinares de la ciudad, como Vomero, Colli Aminei y la zona hospitalaria. El tiempo de recorrido es de casi 40 minutos.
En marzo de 2025, se encuentran en construcción los tramos de Centro Direzionale a Capodichino y de Piscinola-Scampia a Di Vittorio, con el objetivo de completar el anillo.
La línea cruza la línea 2 en las estaciones de Napoli Piazza Garibaldi en Garibaldi y de Napoli Piazza Cavour en Museo; la línea 6 en Municipio y la línea 11 en Piscinola-Scampia.
En 2009, gracias a sus estaciones de arte, la línea 1 recibió en Londres el premio Most Innovative Approach to Station Development Award, ganando entre más de trescientos participantes.

## Características generales
Debido a la complejidad morfológica del territorio napolitano, la línea presenta pendientes muy pronunciadas. El trazado también es muy complejo: hay un tramo en el que el metro realiza una curva muy cerrada y con una gran inclinación, y otro en el que pasa por el mismo punto donde ya había pasado antes, pero a una mayor profundidad (es el tramo en "espiral" que se observa en los mapas de la línea).
La circulación de los trenes se realiza por la vía izquierda, como en toda la red de metro de Nápoles. En caso de necesidad, como averías o interrupciones, los trenes pueden invertir su dirección en estaciones preparadas para ello, como Colli Aminei, Medaglie d'Oro, Vanvitelli y Dante.
Las condiciones geológicas e hidrogeológicas particulares de la ciudad han influido en la construcción de la línea, requiriendo diversas soluciones de ingeniería para enfrentar las características del terreno, que incluye capas de toba y otras formaciones rocosas típicas de la zona.

### Material rodante

#### Los primeros vehículos: los Metronapoli M1
Los primeros convoyes que entraron en servicio en la línea fueron los electrotrenes de la Serie M1, fabricados por un consorcio compuesto por Firema Trasporti (en ese entonces Officine Fiore), Ansaldo Trasporti y Sofer-Breda Costruzioni Ferroviarie. Fueron diseñados en los años 80, construidos entre 1991 y 1992, y están en uso desde 1993. El proyecto se inspiró principalmente en los trenes de la serie MA 100 del metro de Roma.
El número de trenes disponibles, con el paso de los años, se ha reducido cada vez más, llegando a contar con 4 trenes (12 unidades de tracción en composición triple) en circulación en la línea para 2023.
Durante el transcurso de 2024 fueron retirados del servicio y almacenados en depósitos, listos para entrar en operación solo en caso de emergencia.

#### Los trenes CAF Inneo
Los trenes CAF Inneo están compuestos por seis vagones Tc-M-M-M-M-Tc, con los remolques piloto clasificados como R.0XX y las unidades motrices intermedias clasificadas como M.0XX.[sin fuente] En total, habrá 24 trenes, con una longitud de 108 metros y compuestos por 6 coches, con una capacidad de 1,200 personas.
Los primeros 10 trenes CAF Inneo, con un costo de 87,6 millones de euros, fueron adquiridos en 2017 a la empresa española Construcciones y Auxiliar de Ferrocarriles (CAF), debido a los largos tiempos de espera causados tanto por el número insuficiente de trenes en relación con la extensión de la línea como por la antigüedad de los trenes anteriores, los Metronapoli M1, que tenían casi 30 años de servicio. Posteriormente, el número de trenes aumentó a 24 con una inversión adicional que elevó el costo total a 192 millones de euros.
En octubre de 2019, el alcalde Luigi de Magistris presentó las primeras imágenes de los nuevos trenes INNEO, que estaban siendo fabricados en las instalaciones de CAF en San Sebastián.La primera unidad fue entregada el 9 de marzo de 2020, al inicio del confinamiento causado por la llegada a Italia de la pandemia de COVID-19. Esto impidió el inicio de las pruebas necesarias para la puesta en servicio de los trenes, que finalmente comenzó en julio de 2020.  La puesta en servicio del primer tren tuvo lugar finalmente el 18 de octubre de 2022, con la presencia del alcalde Gaetano Manfredi.
En diciembre de 2024, se han completado las pruebas y están en operación 14 trenes CAF Inneo. Actualmente, se emplean 9 trenes al día en la línea.

### Estaciones
La línea es completamente subterránea, excepto en el tramo Piscinola-Colli Aminei, que está sobre un viaducto. La tracción es eléctrica en corriente continua, con alimentación mediante catenaria aérea a 1.500 V.
La línea en operación tiene una longitud de 18,8 km (se espera que alcance aproximadamente 25 km una vez completada) y consta de diecinueve estaciones. El ancho de vía es el estándar de 1.435 mm.
Cada estación cuenta con dos andenes, cada uno de los cuales sirve a una dirección específica, excepto en casos de limitaciones operativas. La línea está diseñada con dos túneles separados para la circulación de los trenes, excepto en los tramos Piscinola-Colli Aminei y Montedonzelli-Vanvitelli, donde los rieles están contenidos en un único túnel. Casi todas las estaciones cuentan con andenes laterales, excepto en los tramos Colli Aminei-Montedonzelli y Salvator Rosa-Museo, donde los andenes son centrales. La estación Rione Alto y las del tramo Vanvitelli-Garibaldi forman parte del circuito de estaciones de arte, donde en cada una se exhiben instalaciones artísticas. En el tramo de Piscinola a Colli Aminei, las traviesas están colocadas sobre un balasto de grava, mientras que en el resto de la línea las traviesas descansan directamente sobre una base de hormigón dentro de los túneles.

## Historia

### Del 2010 al 2022: el cruce del centro de la ciudad y la conexión con la línea 6
El 26 de marzo de 2011 se inauguró el tramo Dante-Università, inicialmente con una sola vía y sin paradas intermedias: entre las estaciones Università y Dante estaba activo un servicio lanzadera mientras se completaba la construcción de la estación Garibaldi.
El 12 de abril de 2012 se presentó a las autoridades la estación Toledo, situada entre Dante y Università, que entró en funcionamiento el 17 de septiembre de ese mismo año.
El 2 de diciembre de 2013 se inauguró, en presencia de las autoridades, la extensión entre Università y la estación Garibaldi,abierta al público el 31 de diciembre. Su apertura permitió la creación de un importante nodo de intercambio con la estación Napoli Centrale, la estación de Piazza Garibaldi de la línea 2 y la estación Napoli Garibaldi de la Circumvesuviana. Además, el servicio volvió a ser de doble vía en todo el tramo, eliminando la necesidad de cambiar de tren y el servicio lanzadera.
El 23 de mayo de 2015 se inauguró la estación Municipio (entre Toledo y Università) con una salida provisional en el centro de la plaza y otra definitiva (con ascensor) en via Medina, que entró en funcionamiento el 2 de junio de ese mismo año. Posteriormente, se abrió la segunda salida definitiva hacia el Palazzo San Giacomo el 21 de julio de 2017 y la tercera salida definitiva en via Depretis, el 21 de diciembre de 2018, enriquecida con el reloj monumental del E.A.V., que previamente se encontraba en ese lugar.Desde ese momento, la estación cambió su nombre a Municipio-Porto.
El 21 de julio de 2017 se derribó el último diafragma del túnel de conexión entre la línea 1 y la línea 6, lo que permitirá el intercambio entre ambas líneas en la estación Municipio-Porto.
El 29 de noviembre de 2019 se inauguró, con la presencia de la ministra Paola De Micheli, el lado norte de Piazza Garibaldi, que incluye 150 árboles, un campo de fútbol, otro de baloncesto, quioscos, áreas de juegos infantiles, y un auditorio para 2,000 personas. Además, se construyó un nuevo nodo intermodal subterráneo que conecta a los viajeros, mediante escaleras mecánicas y túneles, directamente con los andenes de la estación Centrale, de las líneas 1 y 2 del metro, así como con la galería comercial.
El 28 de julio de 2021 se anunció la finalización de la estación Duomo (entre Università y Garibaldi), cuya inauguración y entrada en servicio tuvo lugar el 6 de agosto.

## Patrimonio artístico y arqueológico

### Estaciones del arte

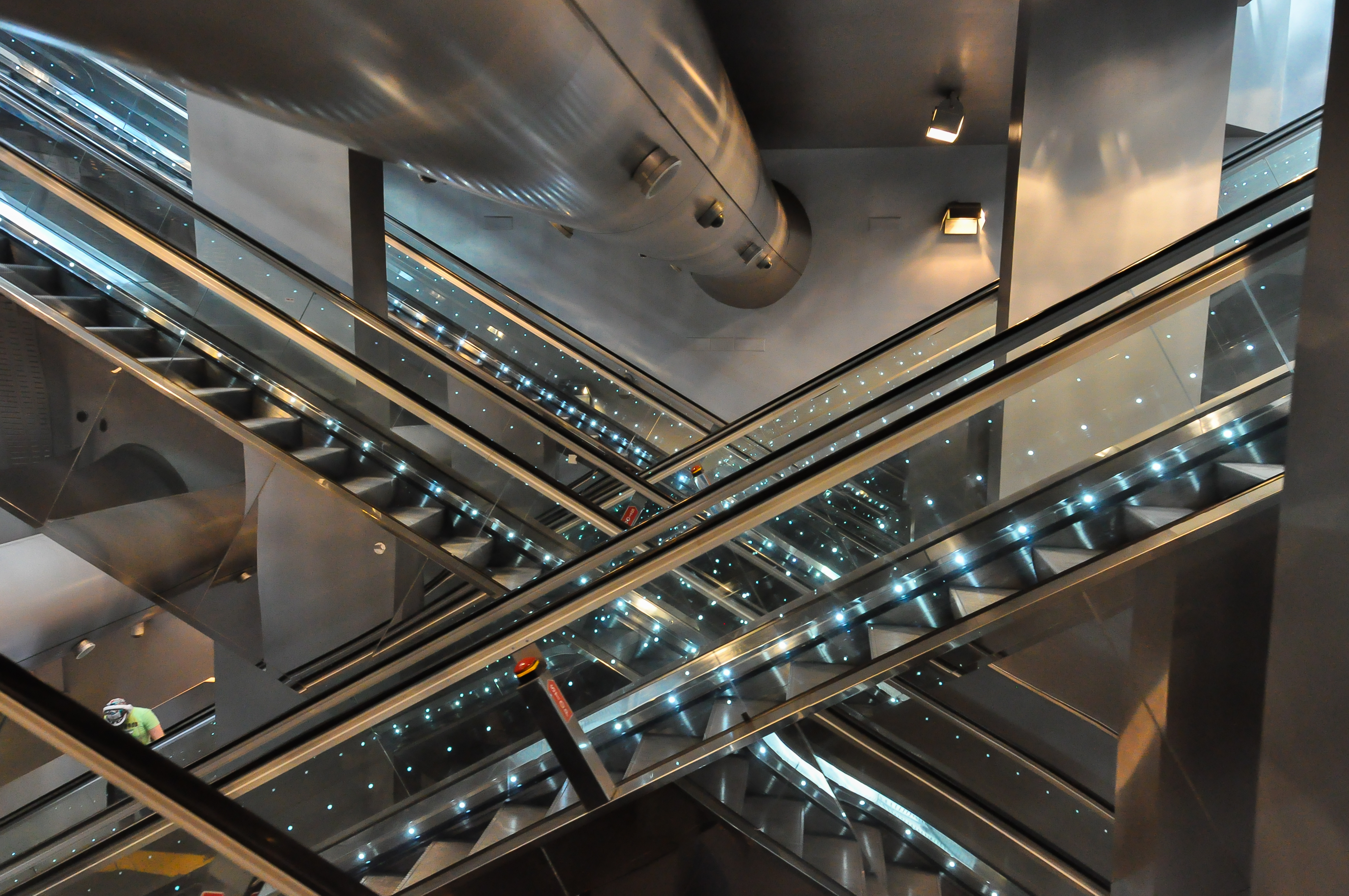
Escaleras mecánicas de la estación Garibaldi.
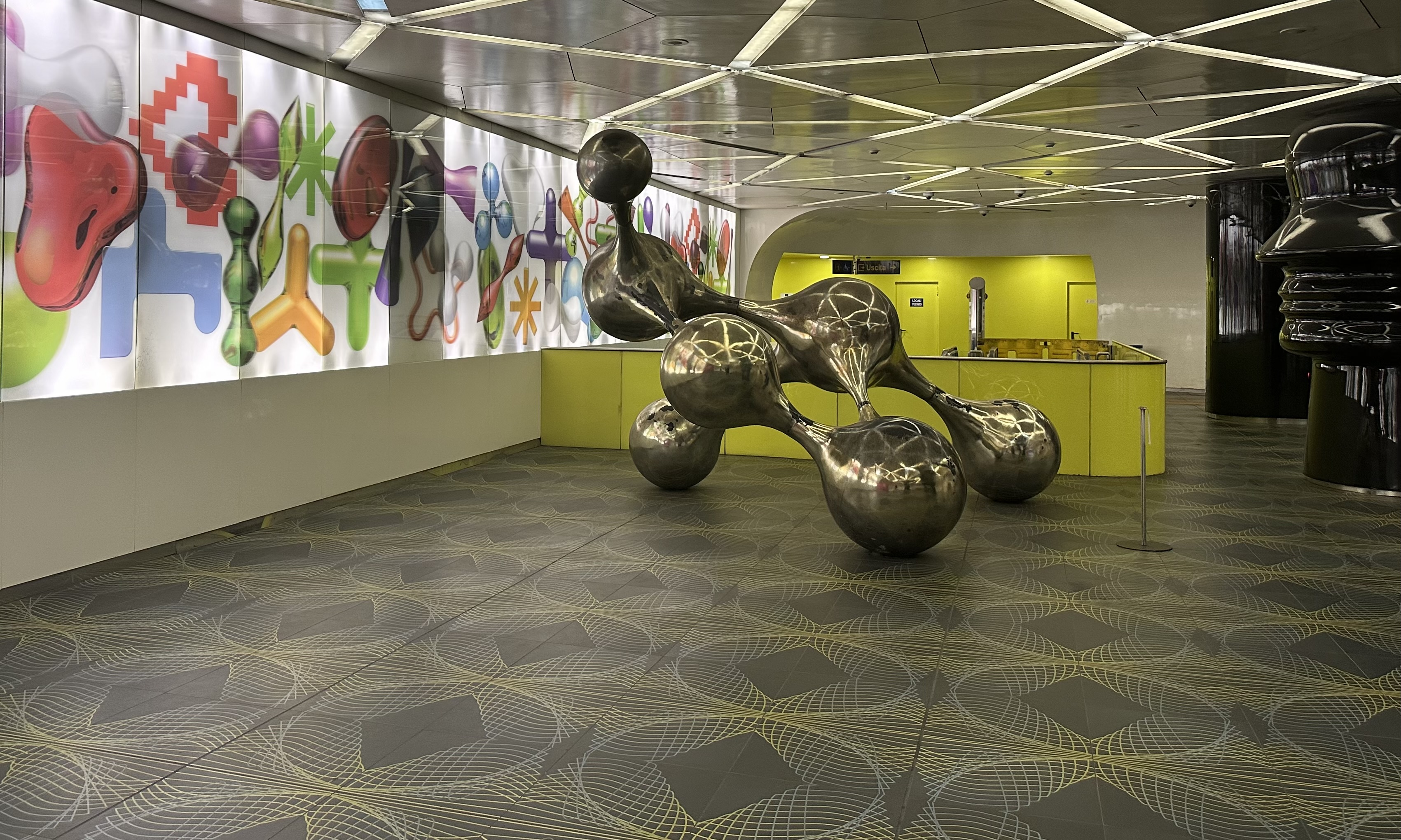
Escultura Synapsi en la estación Università.
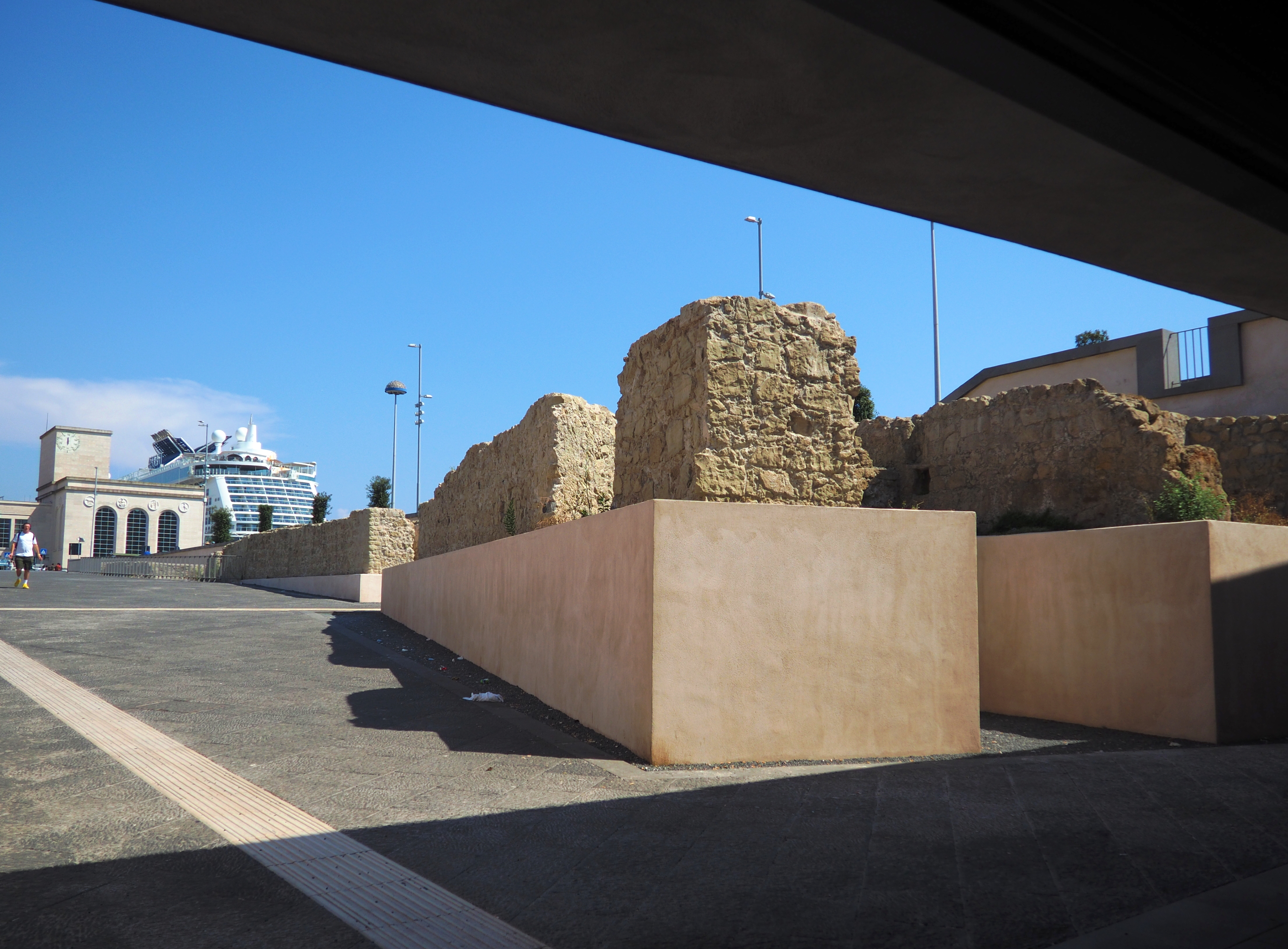
Vista del puerto de Nápoles desde la salida de la estación Municipio, con una panorámica de los restos de los muros del antiguo puerto.
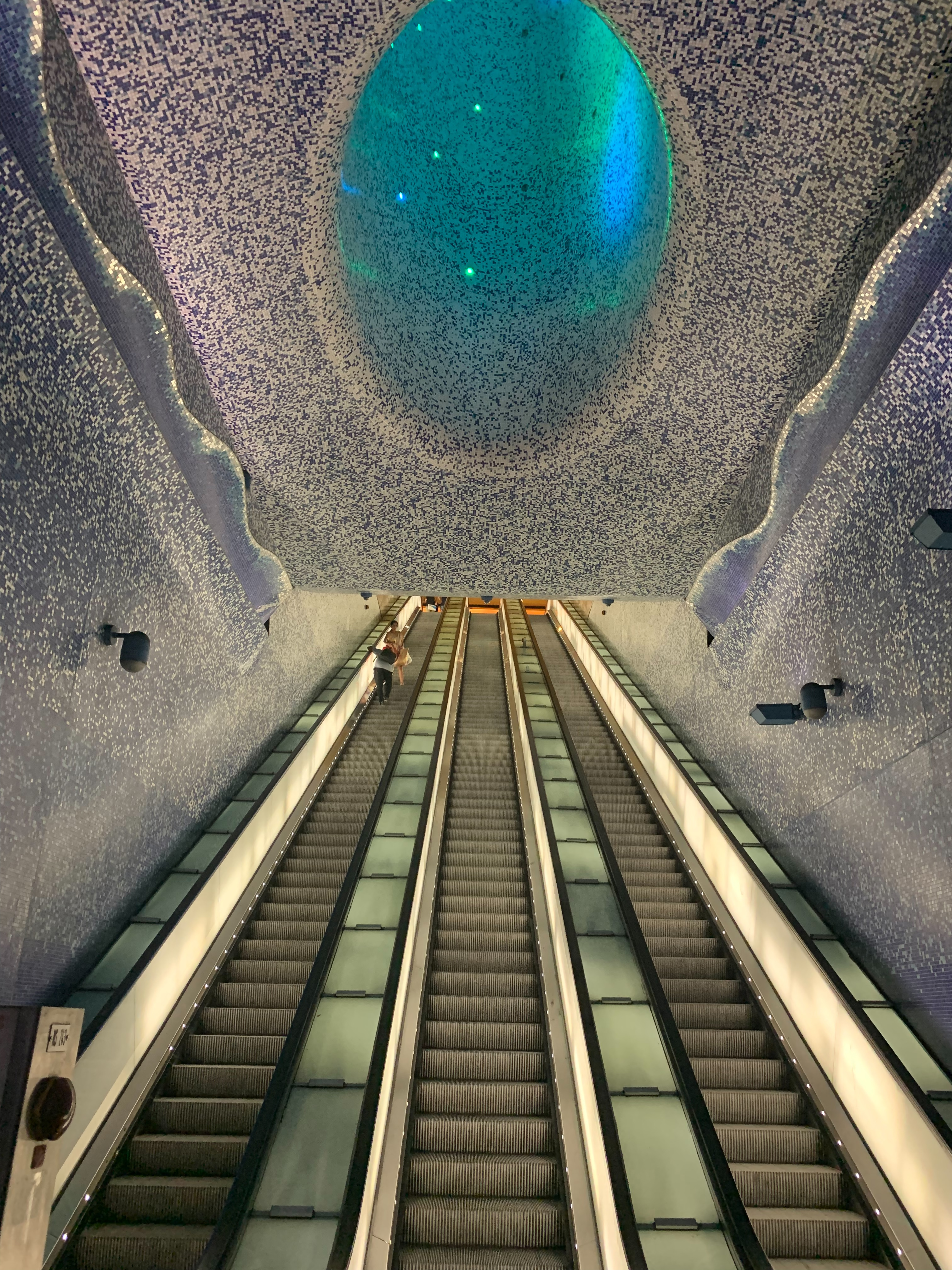
El Crater de luz de Óscar Tusquets Blanca en la estación Toledo.
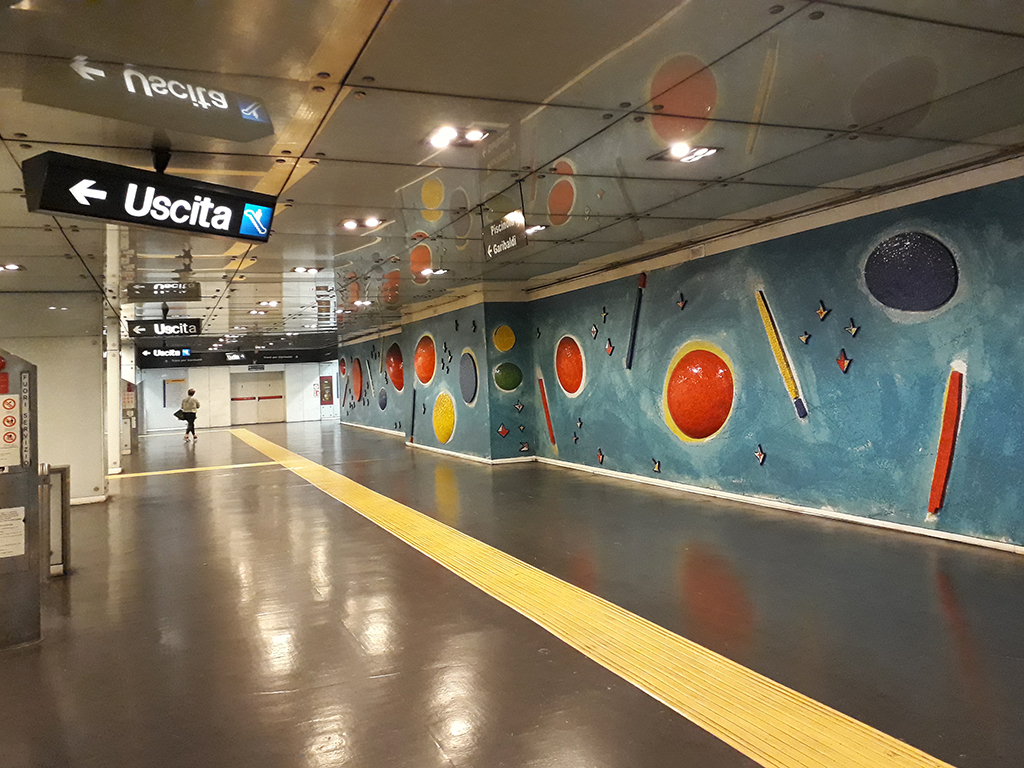
El mosaico Universo senza bombe, regno dei fiori. 7 angeli rossi de Nicola De Maria en el vestíbulo de la estación Dante.
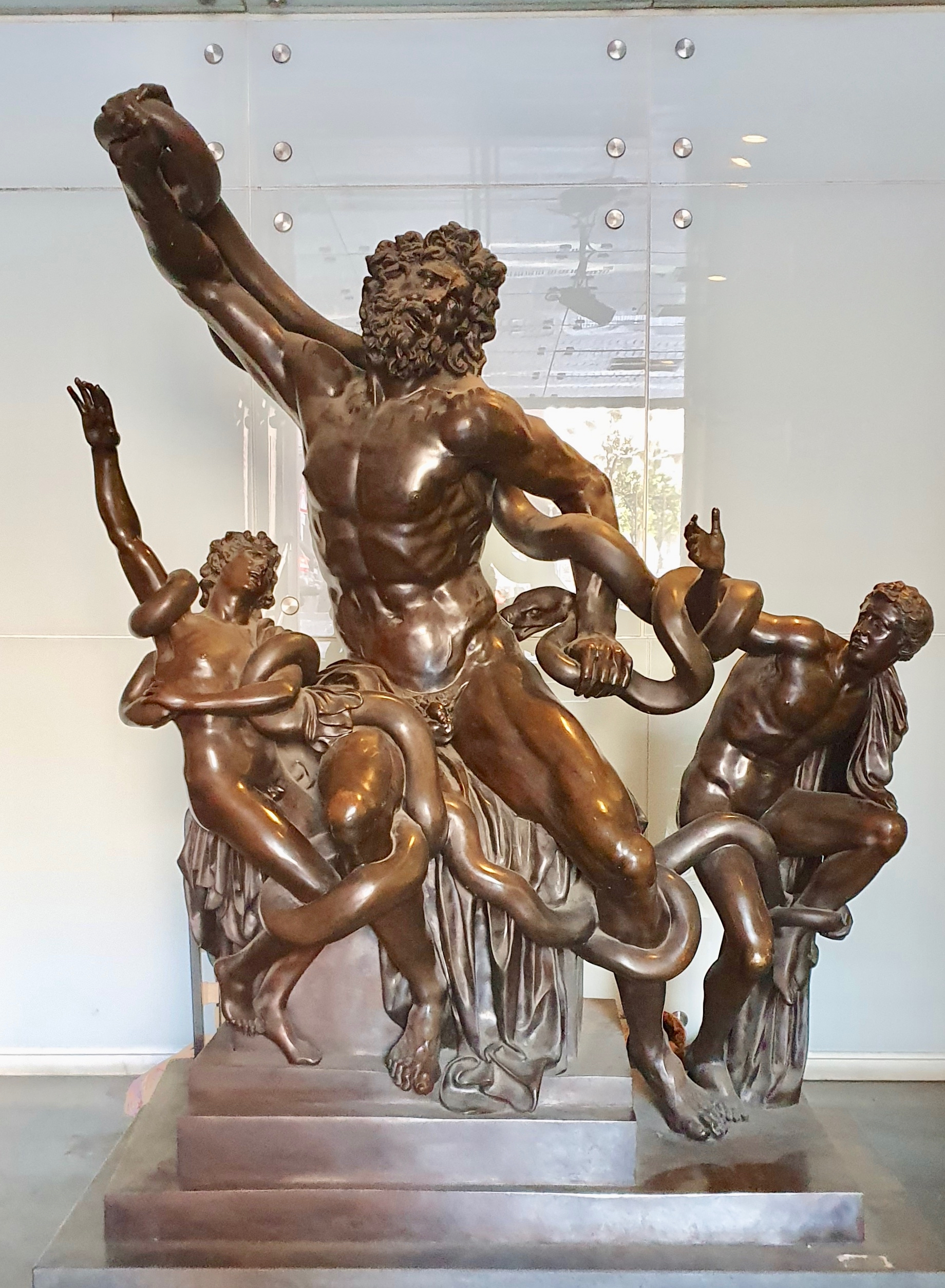
Estatuas en la entrada de la estación Museo.

La línea 1 es reconocida por sus "estaciones del arte", caracterizadas por un destacado patrimonio artístico. Estas estaciones se distinguen por la integración de obras de arte contemporáneo e instalaciones realizadas por artistas de renombre internacional, convirtiéndolas en puntos de interés cultural además de nodos de transporte.
La estación Garibaldi de la línea 1 del metro de Nápoles, diseñada por el arquitecto francés Dominique Perrault, es un ejemplo significativo de arquitectura moderna y funcional. Ubicada en la zona ferroviaria de la ciudad y sirviendo a los barrios Duchesca y Vasto, la estación cuenta con una gran pérgola metálica de teflón perforado que proporciona sombra a la plaza subterránea, donde están previstas diversas actividades comerciales. El interior de la estación está dominado por el uso de acero satinado y brillante, con detalles en naranja vibrante que crean un ambiente luminoso gracias a una cubierta de vidrio transparente que permite que la luz natural alcance casi el nivel de los andenes, situados a unos 40 metros de profundidad. Cerca de las últimas escaleras mecánicas se encuentran dos grandes obras de Michelangelo Pistoletto, tituladas "Stazione", que combinan paneles de acero reflectante con fotografías serigrafiadas de pasajeros, creando un efecto dinámico e interactivo.
La estación Università, diseñada por Karim Rashid y Alessandro Mendini e inaugurada el 26 de marzo de 2011, es un homenaje a la era digital y la información. Con colores vibrantes y un diseño ecléctico, utiliza materiales como Corian y acero reflectante, y presenta fuertes contrastes cromáticos entre el rosa fucsia y el verde lima, guiando visualmente a los pasajeros. Entre las obras de arte destacan los pilares Conversational Profile, la caja de luz Ikon, y la escultura Synapsi, que simbolizan la comunicación y la inteligencia humana.
La estación Municipio, diseñada por Álvaro Siza y Eduardo Souto de Moura, destaca por los numerosos hallazgos históricos y arqueológicos descubiertos durante su construcción. Estos incluyen restos del antiguo puerto de Neapolis y de las fortificaciones del Maschio Angioino, integrados en la estructura de la estación, convirtiéndola en un museo además de un nodo de transporte.
La estación Toledo, diseñada por Óscar Tusquets Blanca e inaugurada el 17 de septiembre de 2012, evoca un viaje submarino. El diseño, que alcanza una profundidad de unos 50 metros, incluye elementos como el Crater de luz, un gran cono que atraviesa todos los niveles de la estación, y obras artísticas como Relative Light de Robert Wilson y By the Sea... You and Me, que recrean un ambiente marino.
La estación Dante, diseñada por Gae Aulenti e inaugurada el 27 de marzo de 2002, se encuentra bajo la plaza homónima y conserva la disposición del siglo XVIII de la zona. Sus interiores incluyen obras de artistas contemporáneos como Carlo Alfano, Joseph Kosuth, Michelangelo Pistoletto y Jannis Kounellis, ejemplificando cómo el arte puede integrarse perfectamente con la arquitectura y el diseño urbano.
La estación Museo, inaugurada en 2001, conecta la línea 1 con el Museo Arqueológico Nacional de Nápoles a través de un pasillo móvil. También diseñada por Gae Aulenti, la estación presenta reproducciones de importantes obras de arte clásico y fotografías que anticipan los tesoros del museo cercano.
Por último, la estación Materdei, diseñada por Alessandro Mendini y abierta en 2003, cuenta con una entrada decorada con mosaicos, una gran estrella amarilla y verde, y obras de arte contemporáneo que enriquecen la experiencia de los viajeros con colores vivos y formas geométricas.